# Trilobatine
La trilobatine est un O-hétéroside de dihydrochalcone naturel qui possède une saveur sucrée intense.

## Source
La trilobatine a été identifiée et quantifiée à hauteur de 1 % dans les feuilles d'une espèce de pommier, Malus trilobata, d’où il tire son nom.
La trilobatine a été trouvée aussi dans les feuilles de plantes de la famille des Symplocaceae : de 0,6 % dans les feuilles de Symplocos lancifolia et  Symplocos spicata et 1,2 % dans le Symplocos paniculata Miq. (Simplocaceae), communément appelé feuille sucré, sapphir berry, lodhra (Sanskrit), ludh (Hindi).
La trilobatine a aussi été trouvée à hauteur de 1,2 % dans les feuilles d'un chêne, le Lithocarpus litseifolius (Hance), dont les feuilles sont utilisées en Chine du sud pour faire une infusion sucrée.
La trilobatine a été chimiquement synthétisée en 1942 sous le nom de p-phlorizine, et par hémisynthèse en 1963, à partir de la prunine, sous le nom de prunine dihydrochalcone dans le cadre de recherche pour réduire l'amertume des jus de citrus.

## Propriétés et utilisations
La trilobatine possède une saveur sucrée intense supérieure au sucre de table, 100 ppm et 200 ppm de trilobatine est aussi sucré qu'une solution de sucre à 0,5 % et 1 % respectivement.
Ce composé a été breveté en 1963 comme édulcorant intense, avec un pouvoir sucrant de 60 % inférieur (en concentration molaire) à celui de la saccharine et celui de la naringine dihydrochalcone. Il est maintenant plutôt utilisé comme exhausteur de goût sucré ou composé anti-amertume.
L'Union Européenne a reconnu en 2010, dans son utilisation en tant qu'arôme aux niveaux recommandés et dans les catégories alimentaires autorisées, que la consommation de trilobatine est sans danger pour la santé.
La quantité maximum autorisée dans le produit final par catégorie alimentaire est la suivante :
- Produits laitiers : 750 ppm ;
- Céréales et dérivées : 100 ppm ;
- Boissons non-alcoolisées : 100 ppm.

La trilobatine a obtenu le statut Fema GRAS, sous le numéro 4674 dans la liste publiée dans l'édition 25 et peut donc être utilisée dans les aliments en tant qu'arôme.

## Métabolisme
L'ingestion de trilobatine conduit à la formation de métabolites normalement présents, et dans des proportions similaires, dans le corps humain et animal, produit après la consommation de nourriture.